# Atletica leggera ai Giochi della III Olimpiade

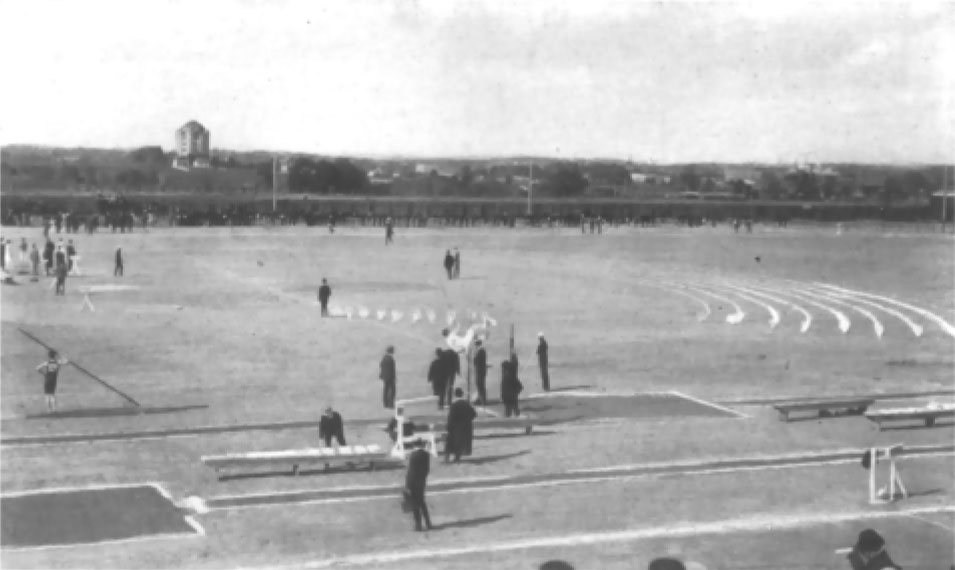
Una veduta del «Francis Field» di Saint Louis.

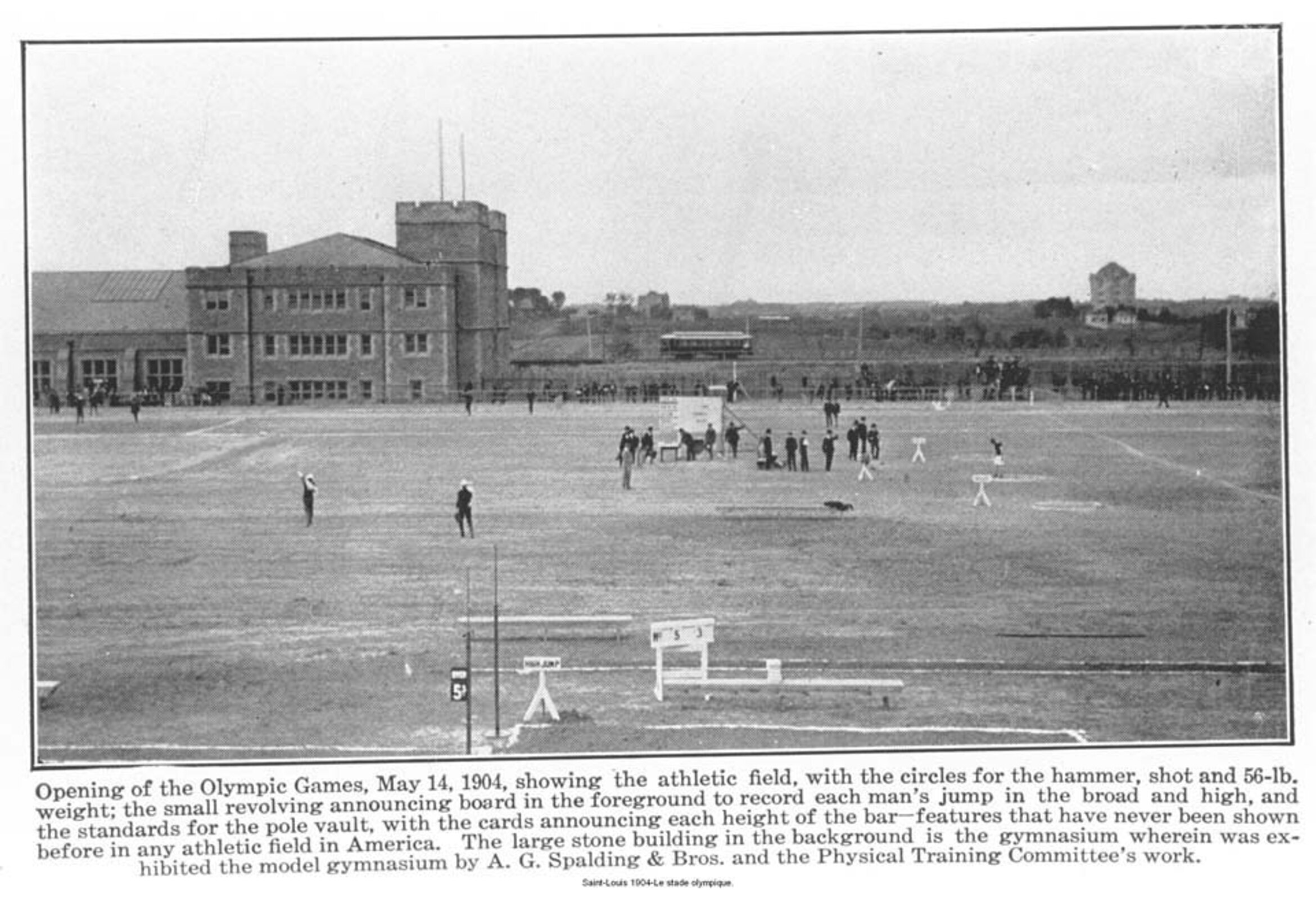
Veduta del «Francis Field». La didascalia spiega che le pedane dei concorsi sono pronte per l'inizio delle gare. Viene annunciata un'innovazione: per la prima volta negli Stati Uniti verrà esposto un cartello che indica al pubblico le misure del salto con l'asta.

Ai Giochi della III Olimpiade di Saint Louis 1904 sono stati assegnati 25 titoli in gare di atletica leggera.
- Durata del programma: dal 20 agosto al 4 settembre 1904[1]
- 25 titoli in palio
- Numero di atleti partecipanti: 117 (tutti uomini, di cui 88 statunitensi)[2]
- Sede delle gare: Francis Field della Washington University. Pista di forma ovale, lunghezza 1/3 di miglio (pari a 536,45 metri) con rettilinei di 220 iarde; larghezza di 20 piedi (6,15 metri ca.). Il fondo è in cenere. La pista è stata costruita appositamente per i Giochi.
- I tempi sono ufficializzati al quinto di secondo. Sarà così fino al 1928 compreso.
- 10 nuovi record olimpici.

## Partecipazione

Le "balene d'Irlanda": John Flanagan, Martin Sheridan e James Mitchel, tutti irlandesi immigrati negli Stati Uniti. Mitchel veste la maglia del New York Athletic Club.

Saint Louis si trova a 1.500 km dalla costa orientale degli Stati Uniti. Ciò significa che un atleta europeo deve effettuare due lunghi viaggi per raggiungerla: il primo in mare (di quattro settimane) fino a New York e il secondo via terra con il treno. Il viaggio verso la capitale del Missouri era estremamente dispendioso. Per questo motivo la partecipazione straniera fu ridottissima. Furono iscritti una manciata di atleti dall'Impero austro-ungarico, dalla Francia, dalla Grecia e da sei altre nazioni. Non partecipò nessun atleta né dalla Gran Bretagna (John Daly era irlandese) né dalla Svezia, due Paesi di profonde tradizioni sportive. 
Nell'atletica leggera i Giochi di Saint Louis videro la partecipazione più ridotta della storia olimpica. Vi furono gare con soli 6 iscritti (salto in alto, disco, martello e martello con maniglia corta) e altre con cinque (200 metri ostacoli e salto in alto da fermo). Il minimo furono i quattro iscritti alle seguenti competizioni: 400 metri ostacoli, salto in lungo da fermo e salto triplo da fermo.
Gli atleti di casa vinsero ventitré delle venticinque prove in programma. Fecero eccezione solamente il lancio del martello con maniglia e l'all around (l'antesignano del decathlon). 
Le gare di atletica furono in sostanza un campionato nazionale “allargato” (anche se le gare non assegnarono i titoli nazionali: il campionato nazionale si tenne il 4 giugno, sempre a Saint Louis). Le università statunitensi schierarono i loro migliori atleti. Va ricordato che la partecipazione era libera, ossia gli atleti non rappresentavano la nazione ma l'ateneo, o il club, di appartenenza e ne indossavano la divisa ufficiale.

Venne messo in palio un trofeo tra i club americani presenti ai Giochi. Per ogni piazzamento venivano assegnati dei punti: chi avrebbe fatto più punti si sarebbe aggiudicata la coppa. I due club dominatori furono il New York Athletic Club e la Chicago Athletic Association. A decidere fu l'ultima gara, le 4 miglia a squadre, che attribuì la vittoria al New York Athletic Club.

## Il punto tecnico
Ai Giochi di Saint Louis vennero stabiliti 10 nuovi record olimpici, nelle seguenti specialità: 400 metri, 800 metri, 1500 metri, 200 ostacoli, Asta, Lungo, Lungo da fermo, Peso, Disco e Martello. Il primato sui 60 m piani fu eguagliato. Non esistono ancora le liste dei record del mondo, poiché non è ancora stata fondata una federazione internazionale. Bisognerà aspettare il 1912.
A differenza degli organizzatori dell'edizione precedente disputatasi in Francia, gli americani non inserirono nel calendario agonistico la giornata di domenica. Il 29 agosto, primo giorno di gare, era un lunedì; il 3 settembre, la giornata conclusiva, era un sabato.
La gara dei 200 metri piani si corse in rettilineo (com'era d'uso negli Stati Uniti), quindi il tempo non fu confrontabile con le precedenti edizioni. Nei 400 metri ostacoli la gara fu irregolare, dato che gli ostacoli erano alti solo 76,2 cm, invece dei 92 previsti dal regolamento. Il vincitore abbatté anche un ostacolo, il che rese la sua prestazione non omologabile in ogni caso.
Quattro atleti vinsero tre ori a testa: Archie Hahn (60, 100 e 200 metri), Harry Hillman (200 ostacoli, 400 ostacoli e 400 piani), James Lightbody (800 m, 1500 m e siepi) e Ray Ewry (i tre salti da fermo). Furono i più medagliati dei Giochi.

Meyer Prinstein vince salto in lungo e salto triplo. Rimane l'unico atleta del XX secolo ad aver realizzato la doppietta olimpica nei salti in orizzontale.
Nell'atletica leggera, come negli altri sport, a Saint Louis i primi tre classificati furono premiati rispettivamente con una medaglia d'oro, d'argento e di bronzo. Fu la prima volta in assoluto ai Giochi.

Per la prima volta i risultati vennero comunicati al pubblico da un annunciatore a mezzo di un amplificatore. Altra nota positiva: la grande affluenza di pubblico. In alcune giornate le gare di atletica attirarono sugli spalti dello stadio diecimila spettatori.

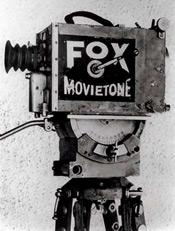
L'atletica a S. Louis (Dall'inizio fino al minuto 8'10"; con didascalie in italiano
Una gara di corsa (il più antico filmato esistente di una gara olimpica di atletica su pista)

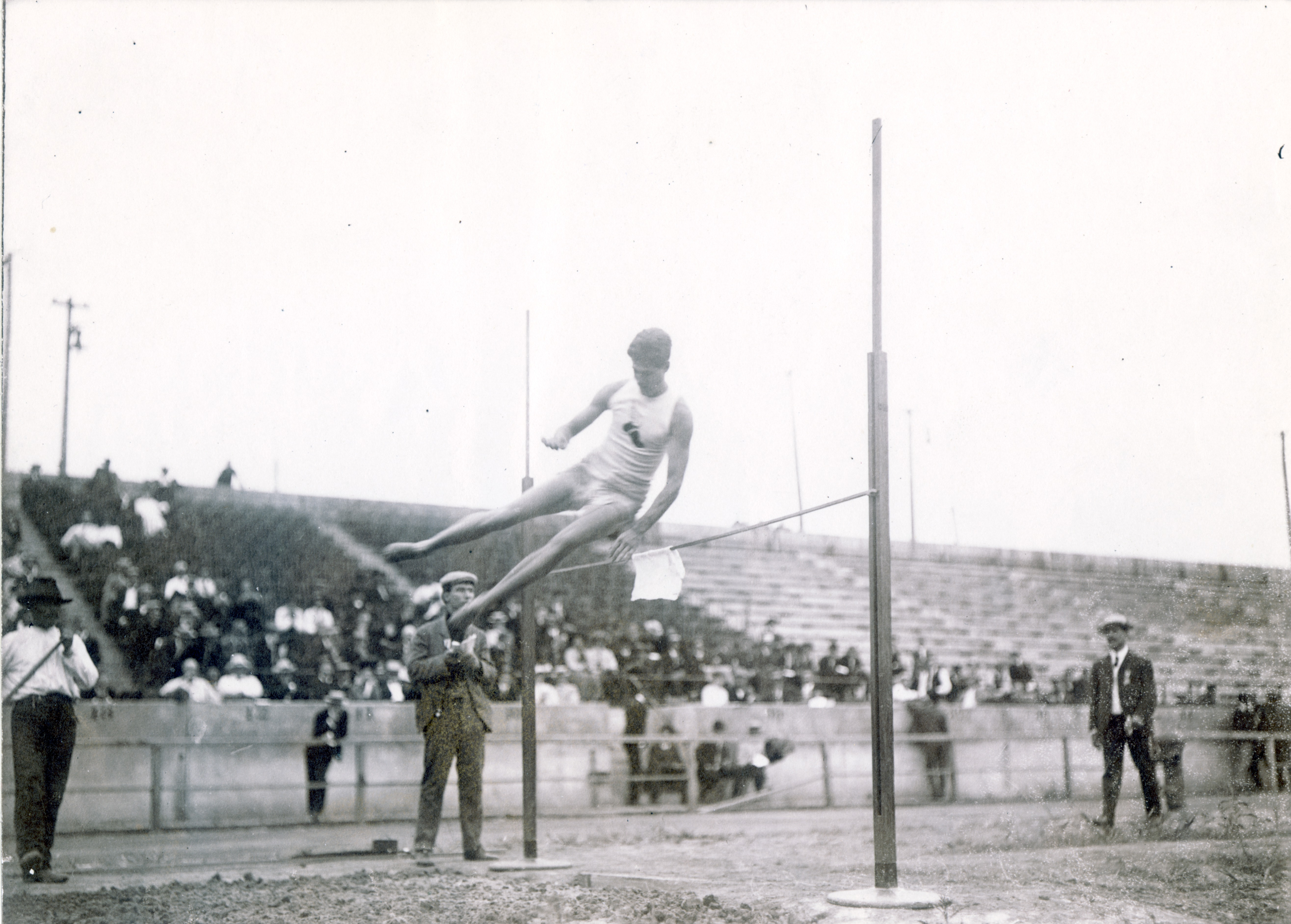
Una fase della gara di salto in alto. Da notare il fazzoletto posto sull'asticella.
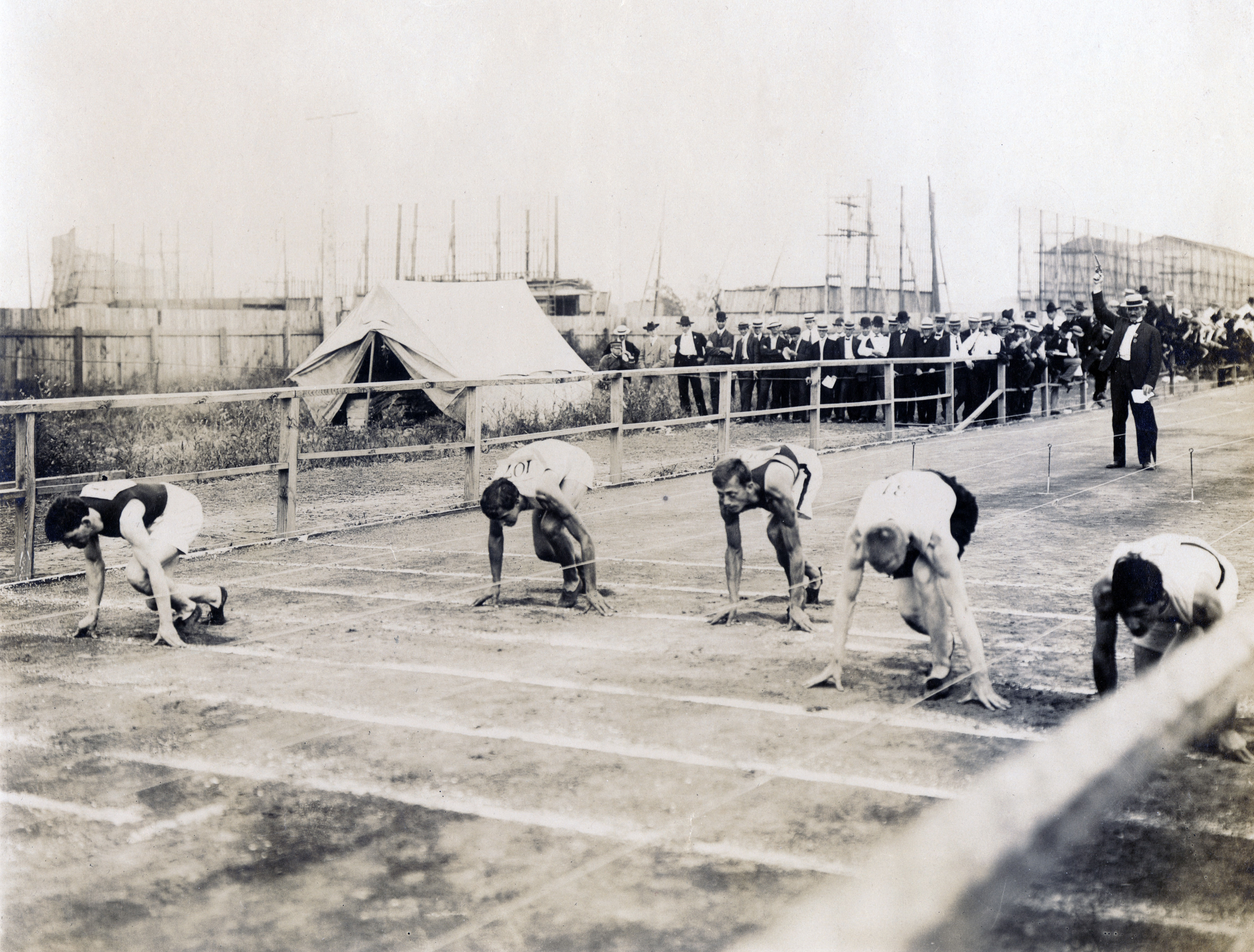
La partenza di una gara ad handicap. Specialità molto popolare, fu inserita nel programma come manifestazione non ufficiale.

## Nuovi record
| Fanno il loro esordio olimpico: | Fanno il loro esordio olimpico: | Lancio del martello con maniglia corta, Triathlon e All around.                          |
| Nuovo record olimpico           | 10 specialità:                  | 400 metri, 800 metri, 1500 metri, 110 ostacoli, Alto, Asta, Lungo, Triplo, Peso e Disco. |

## Risultati delle gare
Ai Giochi olimpici dal 1896 fino al 1912, i tempi delle corse erano cronometrati al quinto di secondo. Per comodità del lettore, qui sono riportati in decimi.
| Specialità | Oro | Risultato | Argento | Risultato | Bronzo | Risultato                 | Dettagli            |
| --- | --- | --------- | --- | --------- | --- | ------------------------- | ------------------- |
| 60 m | Archie Hahn                                                                                                  | 7"0 =     | Bill Hogenson                                                                                                 | 7"2       | Fay Moulton | 7"2                       | Classifica completa |
| 100 m | Archie Hahn                                                                                                  | 11"0      | Nate Cartmell                                                                                                 | 11"2      | Bill Hogenson | 11"2                      | Classifica completa |
| 200 m (in rettilineo) | Archie Hahn                                                                                                  | 21"6      | Nate Cartmell                                                                                                 | 21"9      | Bill Hogenson | 21"9                      | Classifica completa |
| 400 m | Harry Hillman                                                                                                | 49"2      | Frank Waller                                                                                                  | 49"9      | Herman Groman | 50"0                      | Classifica completa |
| 800 m | Jim Lightbody                                                                                                | 1'56"0    | Howard Valentine                                                                                              | 1'56"3    | Emil Breitkreutz | 1'56"4                    | Classifica completa |
| 1.500 m | Jim Lightbody                                                                                                | 4'05"4    | William Verner                                                                                                | 4'06"8    | Lacey Hearn | n/d                       | Classifica completa |
| 2.590 m siepi | Jim Lightbody                                                                                                | 7'39"6    | John Daly | 7'40"6    | Arthur Newton | 7'46"0                    | Classifica completa |
| 110 m ostacoli | Fred Schule                                                                                                  | 16"0      | Thad Shideler                                                                                                 | 16"3      | Lesley Ashburner | 16"4                      | Classifica completa |
| 200 m ostacoli | Harry Hillman                                                                                                | 24"6      | Frank Castleman                                                                                               | 24"9      | George Poage | 25"2                      | Classifica completa |
| 400 m ostacoli (ostacoli alti 76,2 cm) | Harry Hillman                                                                                                | 53"0      | Frank Waller                                                                                                  | 53"2      | George Poage | 56"8                      | Classifica completa |
| 4 miglia a squadre | Stati Uniti New York Athletic Club Arthur Newton George Underwood Paul Pilgrim Howard Valentine David Munson | 27 p.     | Squadra mista Chicago Athletic Association Jim Lightbody William Verner Lacey Hearn Albert Corey Sidney Hatch | 28 p.     | Nessun altro partecipante                                                                                              | Nessun altro partecipante | Classifica completa |
| Maratona | Thomas Hicks                                                                                                 | 3h28'53"  | Albert Corey                                                                                                  | 3h34'52"  | Arthur Newton | 3h47'33"                  | Classifica completa |
| Salto in alto | Samuel Jones                                                                                                 | 1,803 m   | Garrett Serviss                                                                                               | 1,778 m   | Paul Weinstein | 1,778 m                   | Classifica completa |
| Alto da fermo | Ray Ewry | 1,608 m   | Joseph Stadler                                                                                                | 1,457 m   | Lawson Robertson | 1,457 m                   | Classifica completa |
| Salto con l'asta | Charles Dvorak                                                                                               | 3,50 m    | LeRoy Samse                                                                                                   | 3,43 m    | Louis Wilkins | 3,43 m                    | Classifica completa |
| Salto in lungo | Meyer Prinstein                                                                                              | 7,34 m    | Dan Frank | 6,89 m    | Robert Stangland | 6,88 m                    | Classifica completa |
| Lungo da fermo | Ray Ewry | 3,476 m   | Charles King                                                                                                  | 3,276 m   | John Biller | 3,263 m                   | Classifica completa |
| Salto triplo | Meyer Prinstein                                                                                              | 14,325 m  | Fred Engelhardt                                                                                               | 13,900 m  | Robert Stangland | 13,365 m                  | Classifica completa |
| Triplo da fermo | Ray Ewry | 10,54 m   | Charles King                                                                                                  | 10,16 m   | Joseph Stadler | 9,60 m                    | Classifica completa |
| Getto del peso | Ralph Rose                                                                                                   | 14,81 m   | Wesley Coe | 14,40 m   | Lawrence Feuerbach | 13,37 m                   | Classifica completa |
| Lancio del disco | Martin Sheridan                                                                                              | 39,28 m   | Ralph Rose | 39,28 m   | Nikolaos Georgantas | 37,68 m                   | Classifica completa |
| Lancio del martello | John Flanagan                                                                                                | 51,23 m   | John DeWitt                                                                                                   | 50,265 m  | Ralph Rose | 45,73 m                   | Classifica completa |
| Martello con maniglia corta (25,4 kg) | Étienne Desmarteau                                                                                           | 10,465 m  | John Flanagan                                                                                                 | 10,160 m  | James Mitchel | 10,135 m                  | Classifica completa |
| Tiro alla fune | Stati Uniti Milwaukee Athletic Club Oscar Olsen Sid Johnson Henry Seiling Conrad Magnusson Pat Flanagan      |           | Stati Uniti South West Turnverein St. Louis Max Braun William Seiling Orin Upshaw Chuck Rose Gus Rodenberg    |           | Squadra mista South West Turnverein St. Louis 2 Charles Haberkorn Frank Kugler Charles Thias Harry Jacobs Oscar Friede |                           | Classifica completa |
| Gare disputate al di fuori della settimana olimpica | |           | |           | |                           |                     |
| Triathlon (1-2 luglio) | Max Emmerich                                                                                                 | 35,7 p.   | John Grieb | 34,0 p.   | William Merz | 33,9 p.                   | Classifica completa |
| All around (4 luglio) | Tom Kiely | 6.036 p.  | Adam Gunn | 5.907 p.  | Truxton Hare | 5.813 p.                  | Classifica completa |
| record mondiale; record olimpico; record mondiale stagionale; record africano; record asiatico; record europeo; record nord-centroamericano e caraibico; record sudamericano; record oceaniano; record nazionale; record personale; record personale stagionale. | |           | |           | |                           |                     |

## Medagliere
| Posizione | Paese         | Oro | Argento | Bronzo | Totale |
| --------- | ------------- | --- | ------- | ------ | ------ |
| 1         | Stati Uniti   | 23  | 23      | 22     | 68     |
| 2         | Gran Bretagna | 1   | 1       | 0      | 2      |
| 3         | Canada        | 1   | 0       | 0      | 1      |
| 4         | Squadra mista | 0   | 1       | 1      | 2      |
| 5         | Germania      | 0   | 0       | 1      | 1      |
| 5         | Grecia        | 0   | 0       | 1      | 1      |
| Totale    | Totale        | 25  | 25      | 25     | 75     |